# Stoodleigh
Stoodleigh – wieś w Anglii, w hrabstwie Devon, w dystrykcie Mid Devon.